# Hubneria gagatea
Hubneria gagatea är en tvåvingeart som beskrevs av Robineau-desvoidy 1847. Hubneria gagatea ingår i släktet Hubneria och familjen parasitflugor.
Artens utbredningsområde är Frankrike. Inga underarter finns listade i Catalogue of Life.